# Atanyjoppa comissator
Atanyjoppa comissator là một loài tò vò trong họ Ichneumonidae.